# アニメラマ
アニメラマは、手塚治虫と虫プロダクションが制作し日本ヘラルド映画が配給したアニメ映画の呼称。
「アニメーション + ドラマ」、「アニメーション + シネラマ」、「アニメーション + パノラマ」、「アニメーション + ドラマ + シネラマ」といった意味を持たせた造語。
以下の3作を指して「アニメラマ3部作」と称することがある。
- 千夜一夜物語（1969年）
- クレオパトラ（1970年）
- 哀しみのベラドンナ（1973年）

いずれも、女性キャラクターのヌード描写があり、「大人向けのアニメ」と銘打たれていた。
興行的には『千夜一夜物語』を除いては振るわなかった。『哀しみのベラドンナ』には手塚治虫は関わっておらず、公開当時にはアニメラマではなくアニメロマネスクとうたっている。
また便乗作として1969年に東映が『㊙劇画 浮世絵千一夜』を、1971年には同じ配給会社の日本ヘラルド映画が『ヤスジのポルノラマ やっちまえ!!』を公開しているが、いずれも満足の行く興行成績を残せなかった。